# Déjà vu (téléfilm)
Pour les articles homonymes, voir Déjà vu (homonymie).
Déjà vu est un téléfilm franco-hollandais réalisé par François Vautier, diffusé en 2007.

## Synopsis
Ado rêveur et plutôt solitaire, Ben (Raphaël Tilliette) vit mal le récent décès de sa mère. Passionné de jeux vidéo, il se coupe progressivement de sa famille pour se réfugier dans le virtuel. Découvrant un nouveau jeu dont le héros n'est autre que lui-même, Ben va alors peu à peu perdre le contact avec la réalité.

## Fiche technique
- Réalisation : François Vautier
- Scénario : Jean-Pol Fargeau
- Musique : Nathaniel Mechaly
- Durée : 84 minutes
- Date de diffusion : le 16 octobre 2007 sur Arte

## Distribution
- Raphaël Tilliette : Ben
- Garance Le Guillermic : Lola/Nell
- Alex Descas : Kiff
- François Caron : Franck
- Daniel Bilong : Sandro
- Benjamin Baroche : Josse/Angelin
- Jeanne Antebi : Chloé
- Barbara Cabrita : Ariane